# Park So-jin
Park So-jin (hangul: 박소진: ur. 21 maja 1986 w Daegu) – południowokoreańska piosenkarka, autorka tekstów i aktorka. Jest także członkinią i liderką grupy Girl’s Day.

## Życiorys
Urodziła się 21 maja 1986 roku w Daegu, w Korei Południowej. Uczęszczała do szkoły podstawowej Lee Hyun, następnie do Seojin Middle School i Kyungduk Girls' High School. Studiowała inżynierię mechaniczną na Uniwersytecie Yeungnam.
Przed debiutem była trenerką wokalną zespołu K-popowego Ulala Session.
9 lipca 2010 roku zadebiutowała jako członek i liderka grupy Girl’s Day, w programie KBS Music Bank, z piosenką „Tilt My Head”.
W styczniu 2011 roku wydała swój pierwszy solowy singel „Our Love Like This”, który posłużył jako ścieżka dźwiękowa do koreańskiego serialu Yokmang-ui bulkkot. Wystąpiła również gościnnie w serialu „I Trusted Him”.
18 kwietnia 2012 roku Girl’s Day powróciły z minialbumem Everyday II, na którym znalazła się piosenka „Telepathy”, którą skomponowała Sojin. Pomogła też napisać piosenkę „It's Snowing” dla Tokyo Girl.
14 marca 2013 roku Girl’s Day wydały album Expectation. Sojin napisała do niego piosenkę „Girl’s Day World”, była też współautorką tekstu do „I Don’t Mind”. 15 października Girl’s Day wydały piosenkę „Let's Go”, napisaną i skomponowaną przez Sojin.
2 marca 2014 roku współpracowała z artystą hip-hopowym Crucial Star przy remake’u piosenki Park Hye-kyung – „Three Things I Want to Give You”. W tym samym roku wystąpiła w serialu Choegoui gyeolhon wcielając się w postać Lee Yoo-ri.
W 2015 roku piosenkarka nagrała utwór „Dizzy Dizzy” do serialu emitowanego w telewizji SBS The Family Is Coming, w którym także zagrała. Wzięła również udział w programie rozrywkowym King of Mask Singer.
W 2016 roku była jedną z prowadzących program Let Me Home. Producent programu wyjaśnił także powód wyboru Sojin. Powiedział: „Sojin, to osoba, która pokonała trudne warunki i została piosenkarką, będzie mogła odnieść się do niektórych zmagań, z jakimi borykają się rodziny”.
2 czerwca 2017 roku wystąpiła gościnnie w programie Crime Scene 3.
W 2018 roku zadebiutowała w teatrze, w spektaklu Love Score. W tym samym roku zagrała w serialu nadawanym przez stację JTBC „Essence of Happiness”.
W 2019 roku Sojin nie przedłużyła kontraktu z Dream T Entertainment, który wygasł 11 stycznia. 19 marca podpisała umowę z Noon Company.
Sojin jest dobra w grze na fortepianie i kaligrafii. Twierdzi również, że największy wpływ na jej życie wywarła Uhm Jung-hwa.

## Dyskografia

### Single
- 2014 „Three Things I Want to Give You"	Crucial Star feat. Sojin
- 2014 „Finale” Sojin & Dok2
- 2015 „On Rainy Days” Kim Taebum (Party Street) and Sojin

### Soundtrack
- 2011 „Our Love Like This”
- 2011 „Bum Bum Bum” Sojin feat. Song Ho-bum
- 2013 „In the Summer” Sojin feat. Zizo
- 2013 „I Want to Turn Back Time”
- 2015 „Ajjil Ajjil”
- 2015 „I Am Korea” Various Artists
- 2015 „It Hurts” Sojin & Zico
- 2015 „Everyday With You”
- 2018 „Close Your Eyes"

## Filmografia
- I Trusted Him (MBC, 2011) gościnnie
- The Greatest Marriage (TV Chosun, 2014) jako Lee Yoo-ri
- The Family Is Coming (SBS, 2015) jako Choi Dong-joo
- Essence of Happiness (JTBC, 2018) jako Jung-soo
- Recipe for Happiness (2019) jako Jeong-soo[18]